# 鄭儼
鄭 儼（てい げん、生年不詳 - 528年）は、北魏の霊太后に仕えた寵臣。字は季然。本貫は滎陽郡開封県。

## 経歴
鄭敬叔（鄭羲の兄の鄭洞林の子）の子として生まれた。はじめ胡国珍の下で司徒行参軍となり、霊太后に見出されて宮中に入り、員外散騎侍郎・直後となった。520年（正光元年）、元叉や劉騰らによって霊太后は幽閉された。524年（正光5年）、蕭宝寅が西征すると、鄭儼は従軍して開府属をつとめた。525年（孝昌元年）、霊太后が政権に返り咲くと、鄭儼は洛陽への帰還を要望して聞き入れられ、再び霊太后に仕えて重用された。諫議大夫・中書舎人に任じられ、嘗食典御を兼ねた。昼も夜も禁中にあって、霊太后の寵愛はもっとも厚かった。鄭儼は徐紇の智慧に頼り、城陽王元徽とも協力して、北魏の政権を操縦した。通直散騎侍郎から散騎常侍・平東将軍となり、武衛将軍・華林都将に任じられ、右衛将軍・散騎常侍に転じ、中軍将軍・中書令に上り、車騎将軍の号を受けた。528年（武泰元年）、孝明帝が突然死すると、鄭儼の計画により暗殺されたものと北魏の朝野では噂された。爾朱栄が挙兵すると、鄭儼と徐紇は罷免された。爾朱栄が洛陽に迫ると、鄭儼は郷里の滎陽に逃げ帰った。鄭儼は従兄の鄭仲明とともに滎陽郡で起兵しようと図ったが、部下に殺害されて、その首級は洛陽に送られた。
子の鄭文寛は、孝武帝に従って関中に入り、西魏で没した。

## 伝記資料
- 『魏書』巻93 列伝第81
- 『北史』巻92 列伝第80